# 韦吕 (埃纳省)
韦吕（法語：Veslud）是法国皮卡第大区埃纳省的一个市镇，属于拉昂区南拉昂县。该市镇2009年时的人口为242人。

## 人口
韦吕人口变化图示
| 数据来源：INSEE |